# Église du Sacré-Cœur d'Aurillac
 (octobre 2020).
Si vous disposez d'ouvrages ou d'articles de référence ou si vous connaissez des sites web de qualité traitant du thème abordé ici, merci de compléter l'article en donnant les références utiles à sa vérifiabilité et en les liant à la section « Notes et références ».
L’église du Sacré-Cœur d’Aurillac est un édifice religieux catholique, construit dans les années 1930. Elle fait partie des trois églises majeures de la ville (Saint-Géraud, Notre-Dame-aux-Neiges, Sacré-Cœur).

## Histoire
L’église est construite en 1937 selon le projet de l'architecte aurillacois Pierre Croizet (1906-1984). 
Elle est inscrite au titre des monuments historiques depuis 2006.

## Architecture
L'église est de style néo-roman « rationaliste », inspirée par le style des cathédrales que l’on retrouve dans le Sud-Ouest du pays (voûte à coupole sur pendentif). Son style architectural se rapproche donc des coupoles byzantines qui coiffent les monuments religieux que l’on retrouve dans les églises et cathédrale des Balkans et dans l’Europe orthodoxe et notamment en Grèce. 
Elle comprend une église basse surmontée d'une église haute à nef unique et large, couverte d'une coupole au niveau du faux transept. 
Le clocher carré est accolé à la façade sud, elle-même ornée d'une statue monumentale du Christ, où on peut lire « PAX 1935 » ; réalisée par le sculpteur Georges Bigeard. 
Sa mise en œuvre mêle matériaux traditionnels locaux (granit, pierre de Murat) et des techniques modernes (béton armé). Les décorations dans l’édifice s'ouvrent à l'art moderne : vitraux figuratifs et abstraits de Marguerite Huré, bas-reliefs du sculpteur Claude Bouscau, peintures et mosaïques des ateliers Mauméjean.

## Auteurs
- Pierre Croizet (architecte),
- George Bigeard (sculpteur),
- Marguerite Huré (peintre-verrier),
- Claude Bouscau (sculpteur), auteur de trois autres œuvres à Aurillac.